# Cirrhilabrus lanceolatus
 Cirrhilabrus lanceolatus és una espècie de peix de la família dels làbrids i de l'ordre dels perciformes.

## Morfologia
Els mascles poden assolir els 8,8 cm de longitud total.

## Distribució geogràfica
Es troba a Okinawa (Honshu, Japó).